# Thần tượng teen
Thần tượng teen hay sao teen là một người nổi tiếng sở hữu lực lượng người hâm mộ tuổi teen đông đảo. Thần tượng teen nói chung là còn trẻ nhưng không nhất thiết phải ở độ tuổi thanh thiếu niên. Thường thì họ là những diễn viên hay ca sĩ, nhóm nhạc. Một vài thần tượng teen bắt đầu sự nghiệp của họ trong vai trò diễn viên nhí, ví dụ như Lindsay Lohan.
Sự nổi tiếng của thần tượng có thể chỉ giới hạn trong phạm vi khán giả thanh thiếu niên, hoặc có thể mở rộng ra tất cả các nhóm tuổi. Nhiều thần tượng teen nhắm tới khán giả người lớn để thỏa mãn những hoài niệm về tuổi trẻ.
Thần tượng teen thì xuất hiện trước khi có các tạp chí thanh thiếu niên hay tạp chí teen, thế nhưng các thần tượng thì luôn là nét đặc trưng thường có trên các tạp chí như Seventeen, 16, Tiger Beat, Right On! ở Mỹ và những tạp chí tương tự ở bất kỳ nơi đâu trên thế giới, đơn cử như Hoa Học Trò, 2!, Mực Tím, Đất Mũi Cuối Tuần hay Thiên Thần Nhỏ ở Việt Nam. Với sự ra đời của truyền hình, thần tượng teen còn được quảng bá thông qua các chương trình như American Bandstand, The Ed Sullivan Show, Soul Train của Mỹ và Top of the Pops của Vương quốc Anh. Thần tượng teen ngày nay còn sản sinh ra một ngành công nghiệp toàn diện với các tạp chí lá cải, chương trình truyền hình, YouTube, truyền thông xã hội và toàn bộ các kênh truyền hình như E!.
Nhiều thần tượng teen của Mỹ đạt được thành công "tạp giao" trên trường quốc tế, tuy nhiên danh sách này không chỉ giới hạn riêng mỗi các nghệ sĩ Hoa Kỳ mà còn có vài người nữa như ngôi sao nhạc pop người Đức Bill Kaulitz của ban nhạc pop-rock Tokio Hotel. Ở châu Á, có hàng loạt các thần tượng, từ những siêu sao nhạc pop người Nhật Ayumi Hamasaki và Namie Amuro cũng như Kana Nishino và các nhóm nhạc nữ Nhật Bản như Momoiro Clover Z, Morning Musume, AKB48, Perfume và các nhóm nhạc nam nhà Johnny & Associates như Arashi, NEWS, KAT-TUN, Hey! Say! JUMP, cho đến biểu tượng nhạc pop Hoa ngữ người Đài Loan Châu Kiệt Luân cũng như các ca sĩ Đài Loan La Chí Tường, Dương Thừa Lâm, các nhóm nhạc Đài Loan như F4, S.H.E, 5566, 183 Club, Phi Luân Hải, Bổng Bổng Đường (Lollipop F), Hắc Sáp Hội Mỹ Mi (Hey Girl), các nhóm nhạc Hồng Kông như Twins, Boy'z, nhóm nhạc Trung Quốc TFBoys, và các ca sĩ Hàn Quốc BoA, Rain, IU và các nhóm nhạc Hàn Quốc như BTS, TVXQ, 2PM, 2AM, Beast (Highlight), Shinee, Super Junior, 2NE1, Big Bang, Wonder Girls, T-ara, Kara, Girls' Generation, hay các thế hệ thần tượng Việt Nam như Đan Trường, Quang Vinh, Bảo Thy, Sơn Tùng M-TP cùng các nhóm nhạc V-pop như Quả dưa hấu, 1088, Mây Trắng, Mắt Ngọc, Weboys, H.A.T, 365daband, Uni5.
Trong quá khứ ở phương Tây, các ngôi sao thể thao trẻ và các vận động viên Olympic ở vào thời kỳ thi đấu cũng được xem là thần tượng teen, ví dụ như: Jean-Claude Killy, Peggy Fleming, Caitlyn Jenner (tên cũ là Bruce), Joe Namath, Dorothy Hamill, Mark Spitz, Jim Craig, Nadia Comăneci, Mary Lou Retton, Ronaldo, David Beckham, Michael Jordan, Dominique Moceanu, Michelle Kwan (Quan Dĩnh San), Carly Patterson, Shawn Johnson, Simone Biles, Nastia Liukin, Michelle Wie, Mia Hamm, Ryan Lochte, Michael Phelps, Missy Franklin, Katie Ledecky, Shaun White, Apolo Ohno, Tom Daley, McKayla Maroney, Gabby Douglas, Red Gerard và Chloe Kim (Kim Seon). Ở Nhật Bản thì có Ōtani Shōhei, Hanyu Yuzuru, Nishikori Kei,....Còn Hàn Quốc thì có Kim Yuna, An Seyoung, An San,... Ở Việt Nam từ trước đến nay có nhiều ngôi sao bóng đá và các vận động viên Olympic đẳng cấp thế giới được giới trẻ và thanh thiếu niên thần tượng và hâm mộ như: Lý Đức, Nguyễn Thúy Hiền, Nguyễn Hồng Sơn, Lê Huỳnh Đức, Lê Công Vinh, Phạm Văn Quyến, Phan Văn Tài Em, Nguyễn Tiến Minh, Phạm Văn Mách, Nguyễn Thị Ánh Viên và đặc biệt là lứa cầu thủ của Đội tuyển bóng đá U-23 quốc gia Việt Nam tại giải châu Á 2018 như: Bùi Tiến Dũng, Trần Đình Trọng, Nguyễn Công Phượng, Nguyễn Quang Hải, Lương Xuân Trường,...
Ở Mỹ vào những năm 1990 - 2000 có nữ ca sĩ Vitamin C nổi tiếng với các bài hát "Graduation (Friends Forever)" và "As Long as You're Loving Me" cũng là một thần tượng teen.

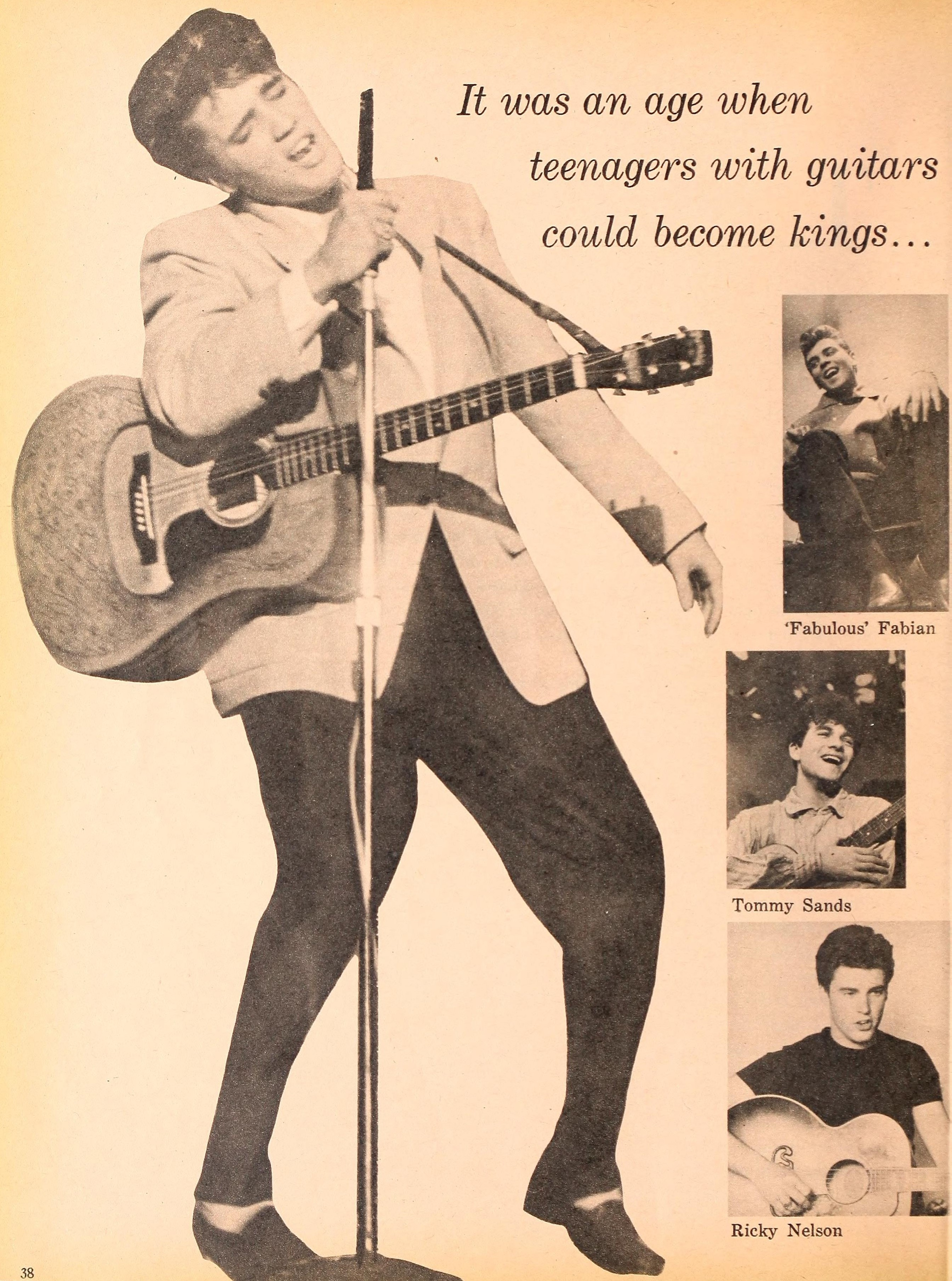
Các thần tượng teen của thập niên 1950 bao gồm Elvis Presley, Fabian Forte, Tommy Sands và Ricky Nelson, như trên ảnh